# Enrico Cairoli
Carlo Benedetto Enrico Cairoli (Pavia, 6 febbraio 1840 – Roma, 23 ottobre 1867) è stato un patriota italiano.

## Biografia
Fu il quarto figlio di Carlo Cairoli e di Adelaide Bono. Studente di medicina dal 1856 all'Università di Pavia, nel 1859 si arruolò tra i Cacciatori delle Alpi per combattere nella seconda guerra d'indipendenza italiana. Era da poco tornato a Pavia, quando decise di prender parte, con il fratello Benedetto, alla spedizione dei Mille.
Combatté nella battaglia di Calatafimi, e il 27 maggio 1860 fu gravemente ferito all'ingresso di Palermo. Durante quest’ultima battaglia, poco dopo il ferimento del fratello Benedetto, che ebbe la gamba spezzata da una palla borbonica, egli stesso fu ferito gravemente alla testa nel mentre incitava i suoi alle barricate. Dovette far ritorno a casa, sostituito dal fratello Luigi, che morirà in settembre a Napoli, dopo aver contratto a Cosenza il tifo. Laureatosi in medicina nel 1861, nell'agosto 1862 era con Garibaldi in Aspromonte quando la spedizione fu fermata dalle truppe nel nuovo Stato italiano. Arrestato e incarcerato a Varignano, fu liberato dall'amnistia del 5 ottobre 1862.

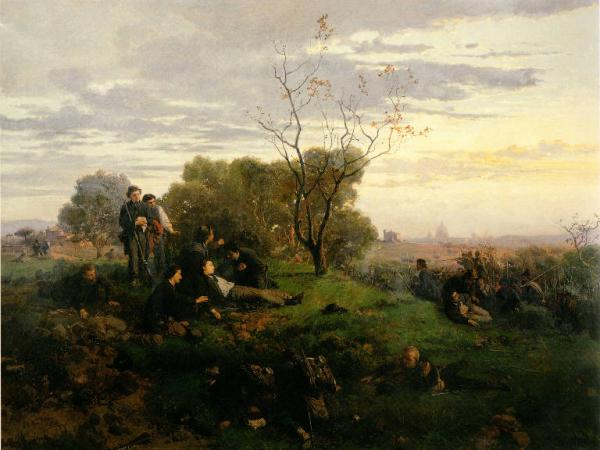
Gerolamo Induno, La morte di Enrico Cairoli

Combatté ancora volontario nella terza guerra di indipendenza italiana, alla fine della quale progettò con il fratello Giovanni un piano per la liberazione di Roma, recandovisi due volte, nell'agosto e nel settembre del 1867, per studiare la possibilità di un'insurrezione che doveva essere diretta da Francesco Cucchi. Enrico e Giovanni, individuati ed espulsi dalla polizia pontificia il 9 ottobre, si unirono a Terni al gruppo di settantasei garibaldini, precedentemente organizzato, che erano in attesa del momento propizio per entrare in Roma.
Il 20 ottobre, alla notizia dell'avvenuta insurrezione, si mossero in direzione di Roma, giungendo a ponte Milvio la sera del 22 ottobre. Compreso che la rivolta era fallita, il gruppo, comandato da Enrico Cairoli, si attestò sulle alture di Villa Glori, dove il 23 ottobre venne attaccato dagli zuavi pontifici. Nello scontro di Villa Glori, Enrico fu ucciso e Giovanni ferito. La salma di Enrico, restituita ai famigliari, è tumulata a Gropello Cairoli.
La sfortunata impresa venne ricordata nel 1883 dal monumento in bronzo eretto nel parco del Pincio, a Roma, opera dello scultore Ercole Rosa, garibaldino che combatté a Mentana.
Enrico Cairoli tenne due diari, uno durante la spedizione in Sicilia, e un altro nella prigionia subita dopo il tentativo del 1862, entrambi pubblicati postumi.